# Ріплі (округ, Індіана)
Шаблон:StateAbbr_ 39°06′ пн. ш. 85°16′ зх. д. / 39.1° пн. ш. 85.26° зх. д.
Округ Ріплі (англ. Ripley County) — округ (графство) у штаті Індіана, США. Ідентифікатор округу 18137.

## Історія
Округ утворений 1816 року.

## Демографія
За даними перепису
2000 року
загальне населення округу становило 26523 осіб, зокрема міського населення було 4860, а сільського — 21663.
Серед мешканців округу чоловіків було 13027, а жінок — 13496. В окрузі було 9842 домогосподарства, 7272 родин, які мешкали в 10482 будинках.
Середній розмір родини становив 3,13.
Віковий розподіл населення поданий у таблиці:
| Стать    | До 15 років | 15-21 | 22-29 | 30-39 | 40-49 | 50-65 | 65-85 | Понад 85 |
| -------- | ----------- | ----- | ----- | ----- | ----- | ----- | ----- | -------- |
| Чоловіки | 3152        | 1272  | 1223  | 2009  | 1936  | 1988  | 1297  | 150      |
| Жінки    | 3048        | 1177  | 1216  | 2006  | 1907  | 2038  | 1744  | 360      |

## Суміжні округи
- Франклін — північ
- Дірборн — схід
- Огайо — схід, південний схід
- Світзерленд — південний схід
- Джефферсон — південь
- Дженнінґс — захід
- Декатур — північний захід

## Виноски
1. ↑  U.S. Decennial Census. United States Census Bureau. Процитовано 10 липня 2014.
2. ↑  Historical Census Browser. University of Virginia Library. Архів оригіналу за 11 серпня 2012. Процитовано 10 липня 2014.
3. ↑  Population of Counties by Decennial Census: 1900 to 1990. United States Census Bureau. Процитовано 10 липня 2014.
4. ↑  Census 2000 PHC-T-4. Ranking Tables for Counties: 1990 and 2000 (PDF). United States Census Bureau. Процитовано 10 липня 2014.
5. ↑  Ripley County QuickFacts. United States Census Bureau. Архів оригіналу за 6 серпня 2011. Процитовано 25 вересня 2011.(англ.) Наведено за англійською вікіпедією.
6. ↑  American FactFinder. Бюро перепису населення США. Архів оригіналу за 26 лютого 2012. Процитовано 31 січня 2008.

| США | Це незавершена стаття з географії США. Ви можете допомогти проєкту, виправивши або дописавши її. |